# カスティーリャ戦争
カスティーリャ戦争（スペイン語: Expedición española a Borneo、マレー語: Perang Kastila、ジャウィ文字:ڤراڠ كستيلا）は、1578年にブルネイ帝国とスペインの間で起こった軍事衝突である。

## 背景
1453年にコンスタンティノープルが陥落して以来、東地中海から中央アジア、中東を経て東南アジアに至る交易路は、オスマン帝国、ペルシャ、アラブ、インド、そしてマレーのイスラム王朝によって支配されていた。
ポルトガル人や後のスペイン人は、マレー人と香辛料などの貿易を行うために、東南アジアへの海路の代替ルートを探そうとした。ポルトガルは通商使節を派遣したがスルタン国は使節団を虜囚としたため1511年にマラッカを攻略、貿易拠点とした。
その後、16世紀にスペイン人も東南アジアに到達したが、スペイン人がフィリピン諸島に上陸したことと、スペインがキリスト教を広めようとしたことが、スルタン・サイフル・リジャルが統治していたイスラム王朝ブルネイ帝国との対立を引き起こし、最終的にカスティーリャ戦争へと発展した。当時のブルネイ帝国は、ボルネオ島からフィリピンのほとんどの地域に広がる強力な海洋帝国であった。

## スペインと東南アジアのイスラム王朝との接触
1485年から1521年にかけて、スルタン・ボルキア率いるブルネイ帝国は、イスラム化が未完全だったトンド王国に対抗するブルネイの傀儡国としてコタ・セルドン(またはマニラ王国)を設立した。イスラム教への改宗は、現在のマレーシアやインドネシアからの商人や東南アジアでの布教活動がフィリピンに到達することによって、さらに強化された。
フィリピンには統一国家が存在しなかったため、ブルネイ帝国の影響にもかかわらず、スペインの植民地化は推進された。1571年、スペインのミゲル・ロペス・デ・レガスピがイスラム教徒の支配するマニラを攻撃、マニラはフィリピン諸島の首都となり、貿易と宣教の拠点となった。ビサヤ人（マジャアスのケダトゥアンやセブのラジャナート）は、スペイン人が来る前はスールー諸島のスルタンやマニラの王国と交戦していたが、ブルネイのスルタンと戦うためにスペインと同盟を締結した。
スペインは、8世紀以降、ウマイヤ朝カリフの下でイスラム教徒に侵略されていたスペインを再征服し、再びキリスト教化するための700年にわたる戦争を終えたばかりだった。奪われた領土の奪還の過程は、レコンキスタとして知られている。かつてスペインを侵略したイスラム教徒に対するスペイン人の憎悪は、同じイスラム教徒であるブルネイ人に対するカスティーリャ戦争に駆り立てた。この戦争はまた、フィリピンでのスールーのスルタンやマギンダナオのスルタンに対するスペイン・モロ戦争の発端となった。
1576年、メキシコ・マニラのスペイン総督フランシスコ・デ・サンデがフィリピンに上陸した。デ・サンデは隣国のブルネイに公式な使節団を送り、スルタン・サイフル・リジャールに面会させた。彼はスルタンにブルネイとの良好な関係を望んでいることを説明し、ブルネイにキリスト教を広める許可を求めた。同時に、ブルネイによるフィリピンでのイスラム教の布教をやめるよう要求した。スルタン・サイフル・リジャールはこの条件に同意せず、またフィリピンをダー・アル・イスラムの一部とみなして、フィリピンでの宣教に反対する姿勢を示した。

## 戦争
スペインは1578年に宣戦布告した。その年の3月、総督デ・サンデに率いられたスペイン艦隊はブルネイへの遠征を開始した。遠征隊はスペイン人200人、メキシコ人200人、1500人のフィリピン人原住民（プリンキパリア）、300人のボルネオ人で構成されていた。キリスト教側の人種構成は多様であったと考えられ、スペイン人将校が率いる歩兵はメスティーソ、ムラート、アステカ人、マヤ人、インカ人等の米先住民で構成されていた。イスラム教徒側も同様に多様な人種がいた。生粋のマレー人戦士に加えて、オスマン帝国も近隣のアチェに軍事遠征隊を送っていた。この遠征隊は主にトルコ人、エジプト人、スワヒリ人、ソマリ人、シンド人、グジャラ人、マラバル人で構成されていた。これらの遠征隊はブルネイなど近隣の他のスルタン国にも広がり、現地のムジャヒディーンに新しい戦闘戦術や大砲の鍛え方などを教えていた。
激しい戦闘が繰り広げられたが、スペインは1578年4月16日、不満を持つ2人のブルネイ貴族、ペンギラン・セリ・レラとペンギラン・セリ・ラトナの助けを借りて、当時のブルネイの首都コタバツへの侵攻に成功した。前者は弟のサイフル・リジャルが簒奪した王位を取り戻すことを引き換えとして、ブルネイをスペインの属国とすることに同意しマニラを訪れていた。スペインは、ブルネイの征服に成功した場合、ペンギラン・セリ・レラはスルタンとなり、ペンギラン・セリ・ラトナは新たなベンダハラとなることに同意した。
スルタン・サイフル・リジャルとパドゥカ・スリ・ベガワン、スルタン・アブドゥル・カハールは、メラガン、次いでジェルドンへと逃げ込み、ブルネイから征服軍を追い払う計画を立てていたが、その間、スペインはコレラや赤痢の発生により大きな損失を被った。1578年6月26日、スペインはわずか72日後にブルネイを放棄してマニラに戻ることを決定した。
ペンギラン・セリ・レラは1578年8月から9月にかけて死亡した。スペインの同盟者を苦しめたのと同じ病気だったと考えられるが、スルタンに毒殺されたとの説もある。セリ・レラの娘でブルネイの皇女であるプトリは、王位継承権を持っていたが、スペインの一行に同行、王位と富を捨て、キリスト教徒のタガログ人と結婚することを決めた。タガログ人はマニラ出身で、スルタン・ボルキアが彼の国を征服したことでブルネイのスルタンの奴隷にされていたため、スペイン人に加勢した。このキリスト教徒のタガログ人は、騎士として戦闘で勇猛さを発揮し、トンドのアグスティン・デ・レガスピと呼ばれていた。皇女プトリとタガログ人は、非イスラム教徒と結婚したイスラム教徒の女性を石打ちの刑で死なせるというコーランの刑罰にもかかわらず結婚をし、二人は深く愛し合い、フィリピンで子供が生まれ、マニラで質素な生活を送った。

## 余波
ブルネイからは撤退したが、スペインはブルネイがルソン島で再び足場を固めることを阻止できた。 数年後、関係が改善され、スペインはスルタン国との交易を開始した。1599年にマニラ総督のドン・フランシスコ・デ・テッロ・デ・グスマンが正常な関係の回復を求める手紙を出している。カスティーリャ戦争が終わったことで、スペインはスペイン・モロ戦争に集中できるようになった。